# All I See Is You
All I See Is You ist ein US-amerikanisches Filmdrama von Marc Forster, das am 14. September 2016 im Rahmen des Toronto International Film Festivals seine Premiere feierte.

## Handlung
Seit einem Autounfall in ihrer Kindheit ist Gina blind. In ihrem Alltag in Bangkok, wo sie mit ihrem Mann James lebt, ist sie von anderen Menschen abhängig geworden, besonders aber auf die Hilfe ihres Ehemannes angewiesen. Alles ändert sich in ihrer Ehe, als sie nach einer Operation ihr Augenlicht zurück erlangt und nun auf einem Auge sehen kann. Gina wird zunehmend selbstbewusster, dies aber verunsichert James aus einem rätselhaften Grund. Bald findet Gina verstörende Details über James heraus, aber auch über die Hochzeit und ihr eigenes Leben. Während eines Besuches ihrer Schwester Carol und deren Ehemann Ramon in Spanien erkennen beide, dass sie nie wieder in ihr altes Leben zurückfinden werden.

## Produktion

### Stab und Besetzung
Regie führte Marc Forster, der gemeinsam mit Sean Conway auch das Drehbuch für den Film schrieb. Zu ihrer Idee, im Zentrum des Films eine Frau stehen zu lassen, die blind ist, dann aber wieder sehen kann, sagte Forster: „Für mich ist das eine Metapher. Gerade heutzutage ist es wichtig, genau hinzuschauen. […] Ich versuche, offen zu bleiben und betrachte die Welt wie ein Kind, also immer wieder neu und unvoreingenommen. Das ist gar nicht so leicht, weil wir in unserer Wahrnehmung im Kopf so eingefahren sind, dass der Blick für gewisse Feinheiten verloren geht. Das zeigt sich besonders in Beziehungen. Man glaubt, die andere Person zu kennen, aber man kennt sie eben doch nicht wirklich.“
Jason Clarke spielt James, Blake Lively seine Ehefrau Gina. Ahna O’Reilly ist im Film in der Rolle ihrer Schwester Carol zu sehen, Miguel Fernandez spielt Carols Ehemann Ramon. Danny Huston übernahm die Rolle des Doctors.

### Dreharbeiten und Filmmusik
Die Dreharbeiten fanden in Barcelona und den thailändischen Städten Bangkok und Phuket statt.
Die Filmmusik wurde von Marc Streitenfeld komponiert.

### Veröffentlichung
Der Film feierte am 14. September 2016 im Rahmen des Toronto International Film Festivals seine Premiere. Am 4. August 2017 kam der Film in die US-amerikanischen Kinos. Anfang Oktober 2017 wurde er im Rahmen des Zurich Film Festivals gezeigt.

## Rezeption
Der Film wurde von 30 Prozent der Kritiker bei Rotten Tomatoes positiv bewertet, von 54 Kritiken insgesamt.